# Kropp

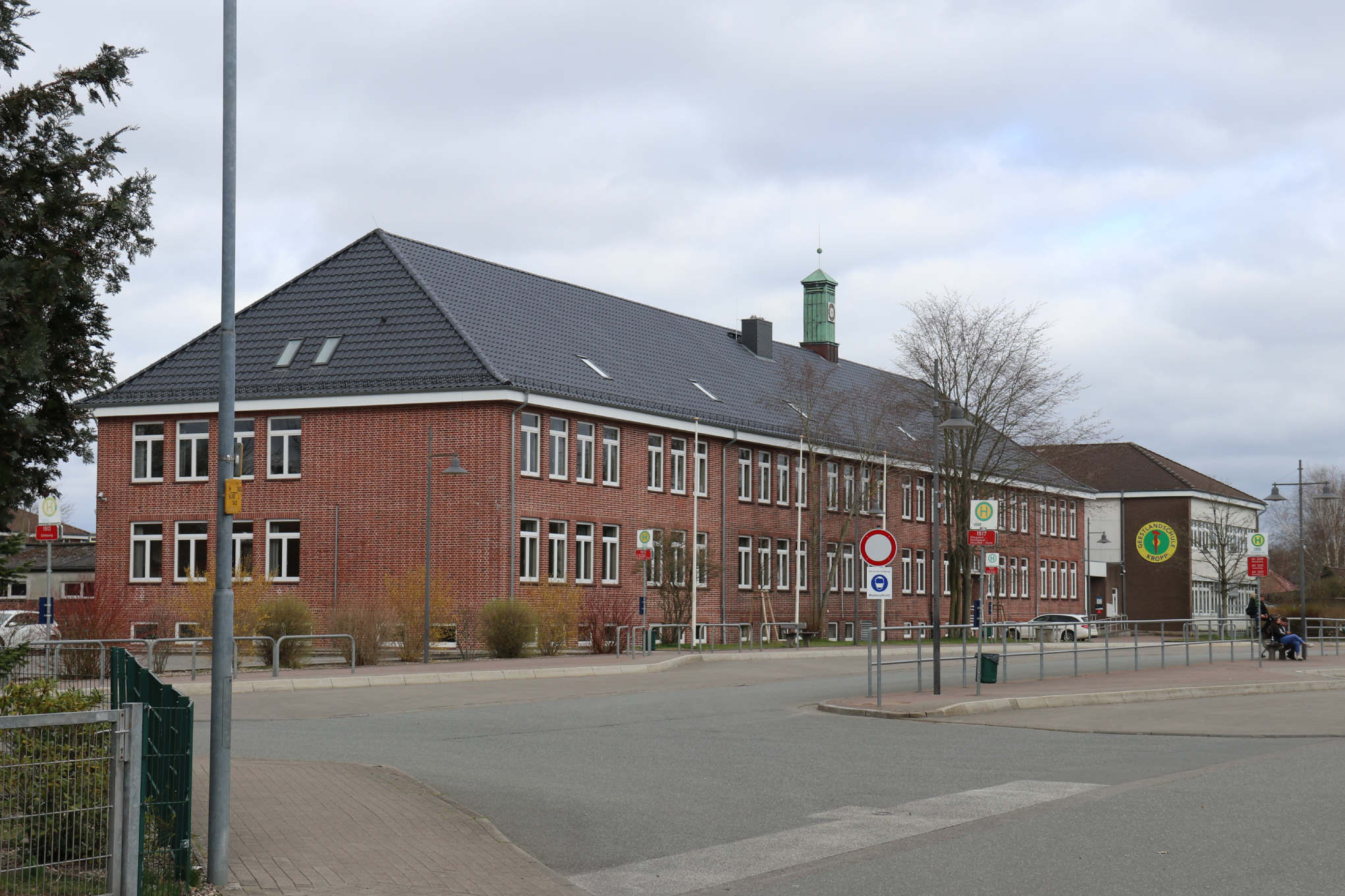
Geestlandschule

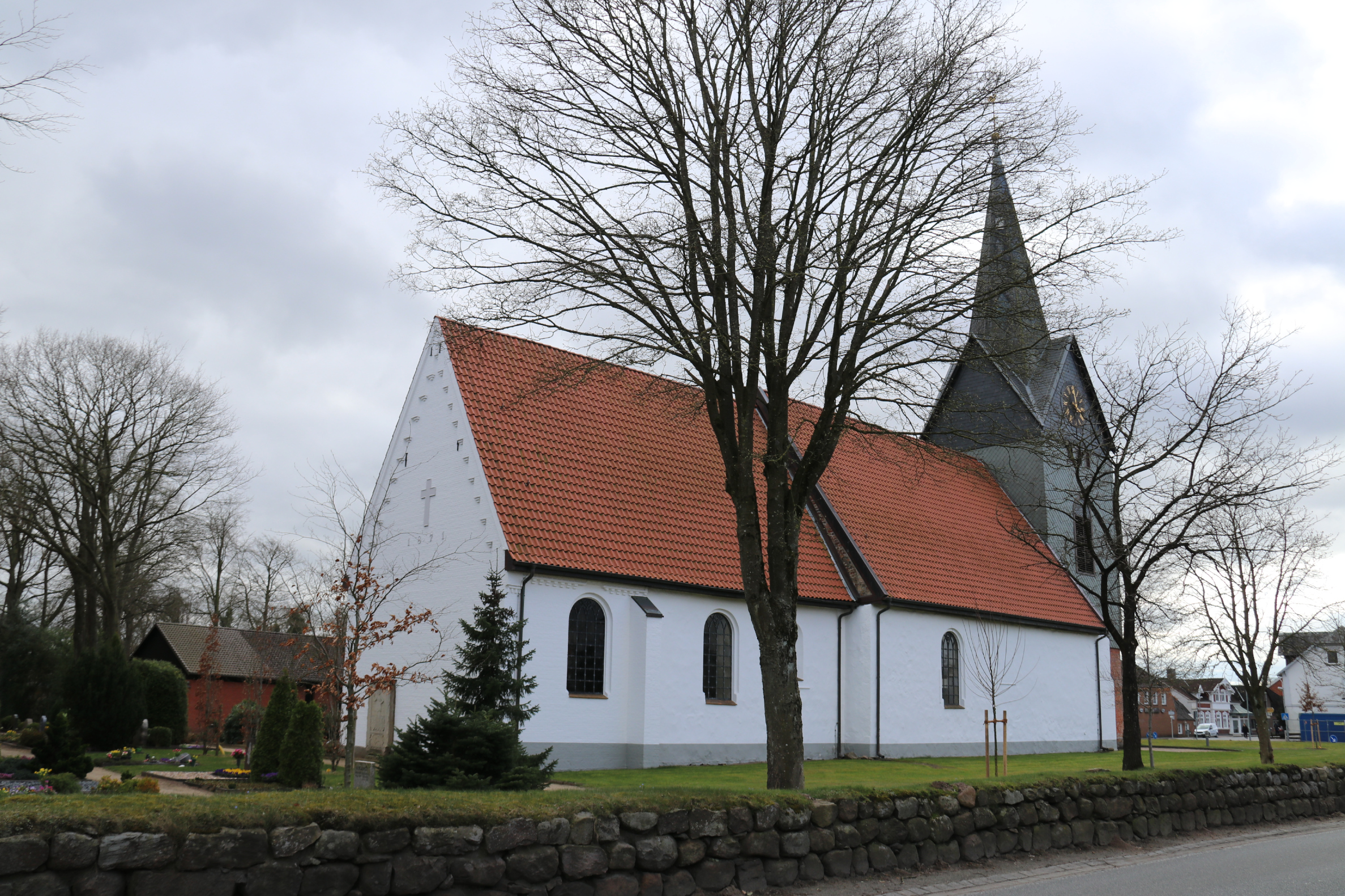
Kirche.

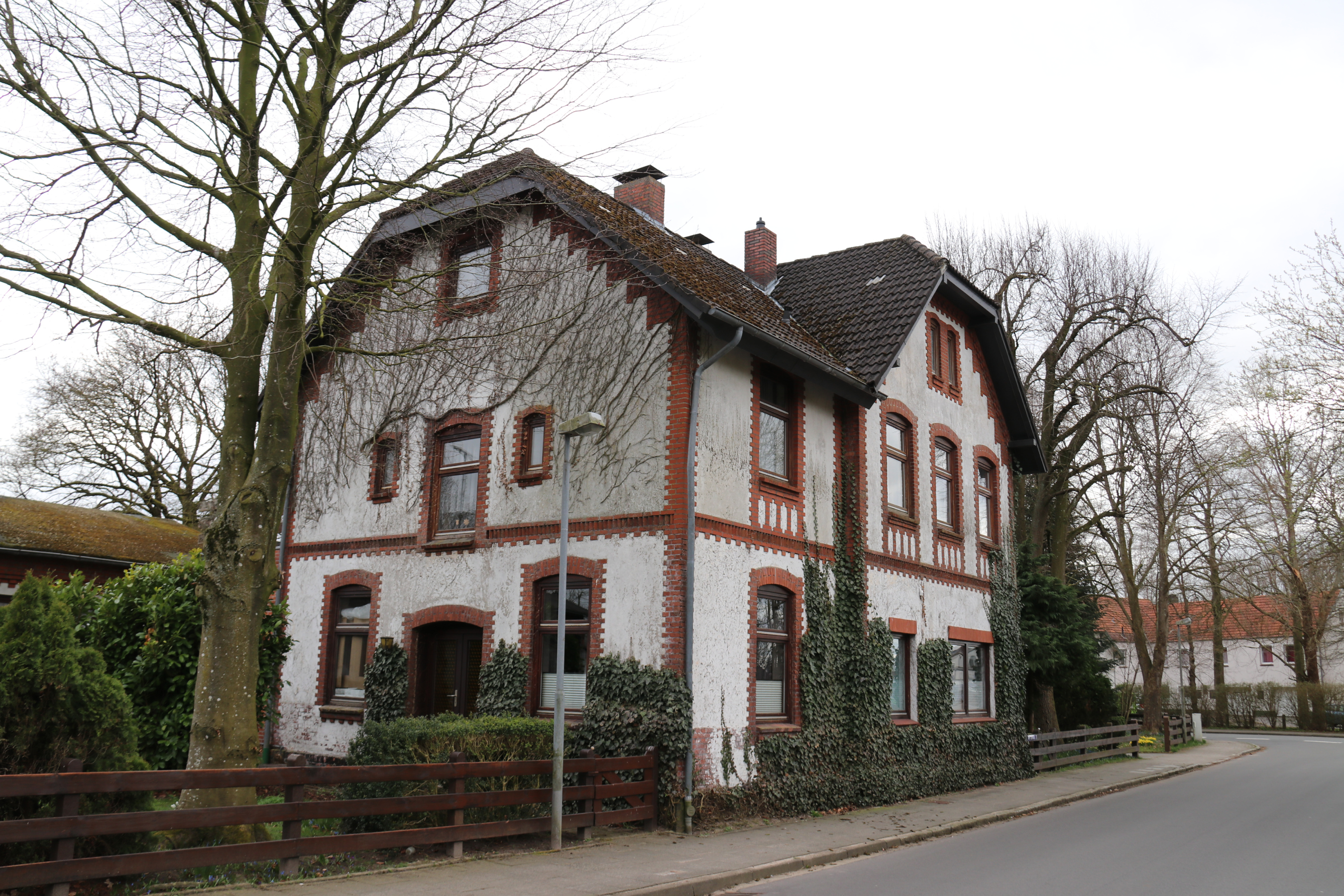
Ehemaliges Bahnhofsgebäude

Kropp (dänisch Krop) ist eine Gemeinde am historischen Ochsenweg im Kreis Schleswig-Flensburg in Schleswig-Holstein. Der Ort ist seit 1986 ein Unterzentrum und wurde 2002 als kinder-, jugend- und familienfreundliche Gemeinde ausgezeichnet.

## Geografie

### Geografische Lage
Das Gemeindegebiet von Kropp erstreckt sich im Landschaftsbereich der Schleswiger Vorgeest, einem Teilbereich der Schleswig-Holsteinischen Geest (Haupteinheit Nr. 69) etwa 12 km südlich von der Stadt Schleswig.

### Ortsteile
Wiesik, Katenausbau, Hufenausbau, Heidbunge, Mielberg, Fuhlreit und Kropperbusch liegen im Gemeindegebiet.

### Nachbargemeinden
Das Gemeindegebiet von Kropp wird umfasst von jenen der Gemeinden:
| Klein Rheide                 |                                             | Jagel    |
| Klein Bennebek, Alt Bennebek | Kompassrose, die auf Nachbargemeinden zeigt | Owschlag |
|                              | Tetenhusen                                  |          |

## Geschichte
Bei Ausgrabungen im Jahre 2023 wurden Siedlungsspuren freigelegt, die auf eine ständige, bäuerliche Bewirtschaftung des Gebietes bereits im 3. bis 5. Jahrhundert n. Chr. hinweisen.
Die Ersterwähnung des Ortes stammt aus dem Jahr 1285 als Croop (Kropf). Dieser bezieht sich auf die flache Wölbung des Sandergebiets, auf dem der Ort liegt.
Vom 1. Dezember 1905 bis 1983 hatte Kropp einen Bahnanschluss durch die Teilstrecke Schleswig Staatsbahnhof – Friedrichstadt Kreisbahnhof der Schleswiger Kreisbahn. Der Personenverkehr wurde am 1. Februar 1934 eingestellt und nach dem Zweiten Weltkrieg bis zum 13. Mai 1950 wieder aufgenommen. Güterwagen wurden bis zum 30. Dezember 1983 zugestellt.
Bis zur Auflösung zum 1. April 1938 war das Gemeindegebiet Teil der Gemeinde Friedrichswiese. Kropp war eine von drei Nachfolgegemeinden.

## Politik
Kropp hat eine hauptamtliche Verwaltung, die die Verwaltungsgeschäfte für das Amt Kropp-Stapelholm führt.

### Gemeindevertretung
Bei der Kommunalwahl am 14. Mai 2023 wurden insgesamt 23 Sitze vergeben. Von diesen erhielt die CDU zehn Sitze, die SPD und die Allgemeine Wählergemeinschaft Kropp fünf Sitze und die Grünen drei Sitze.

### Wappen
Blasonierung: „Von Gold und Grün schräglinks geteilt. Oben ein frontal gestellter roter Ochsenkopf, unten drei silberne Eichenblätter nebeneinander.“
Durch den roten Ochsenkopf deutet das Wappen an, dass die Gemeinde Kropp unweit des alten Heerweges liegt, über den früher die im Herzogtum Schleswig und in Jütland gemästeten Ochsen jährlich in großen Wanderzügen auf die südlich gelegenen Märkte getrieben wurden. Deshalb wird der Heerweg im populären Sprachgebrauch gern als Ochsenweg bezeichnet. Die silbernen, in der Flagge goldenen Eichenblätter erinnern daran, dass das Gemeindegebiet und die angrenzenden Flächen der so genannten Kropper Heide in historischer Zeit mit Eichenwäldern bewachsen waren. Es wird behauptet, dass das frühneuzeitliche Amsterdam auf Pfählen errichtet worden sei, die aus den Kropper Eichenbeständen stammten.

### Flagge
Blasonierung: „Im Liek das Gemeindewappen ohne Schild, mit gelben Eichenblättern; das fliegende Ende ist in elf abwechselnd grüne und gelbe Streifen waagerecht geteilt.“

## Wirtschaft und Infrastruktur
Die Gemeinde Kropp ist eine Garnison der Bundeswehr. Zentrale Einheit im Ort ist die Kai-Uwe-von-Hassel-Kaserne mit dem Taktischen Luftwaffengeschwader 51 „Immelmann“ in Jagel, ursprünglich Marinefliegergeschwader 1.
In Kropp gibt es eine Reihe von klein- und mittelständischen Betrieben.
Das Diakoniewerk Kropp ist ein wichtiger Arbeitgeber im Bereich der sozialen Arbeit.

## Verkehr
Die Bundesstraße 77 führt den Individualverkehr in Nord-Süd-Richtung durch das Gemeindegebiet von Schleswig nach Rendsburg. Südöstlich von der Dorflage beim Ortsteil Kropperbusch zweigt nach Westen die schleswig-holsteinische Landesstraße 40 als Querverbindung zur Bundesstraße 202 im Gemeindegebiet Meggerdorf ab.
Nordöstlich des Ortes besitzt der Aero-Club Kropp mit dem Flugplatz Schleswig-Kropp einen eigenen Sonderlandeplatz.

## Sehenswürdigkeiten
In der Liste der Kulturdenkmale in Kropp stehen die in der Denkmalliste des Landes Schleswig-Holstein eingetragenen Kulturdenkmale.

## Diakoniewerk Kropp
Johannes Paulsen, seit 1872 Pastor der Kropper Kirche, gründete am 6. Oktober 1879 eine Ausbildungsstätte für Diakone, die als Volksmissionare die Arbeit der Pastoren unterstützen sollten. In den folgenden Jahren kamen ein Prediger- und ein Lehrerseminar dazu und 1884 als erste soziale Einrichtung ein Waisenhaus, dem bis 1900 insgesamt 25 Häuser für hilfsbedürftige Menschen folgten. Die Betreuung im Diakoniewerk Kropp oblag vor allem von Diakonissen. Die Stiftung Diakoniewerk Kropp besteht bis heute.

## Hamburger Friedhof
Auf dem sogenannten „Hamburger Friedhof“ am südlichen Ortsrand liegen 649 Tote. Im Jahre 1942 lebten in der „Evangelisch-lutherischen Diakonissenanstalt Bethanien in Kropp“ (heute „Stiftung Diakoniewerk Kropp“) 519 Personen. Die Anstalten wurden beschlagnahmt, 432 Bewohner in andere Heil- und Pflegeanstalten abtransportiert, wo viele von ihnen den Krankenmorden in der Zeit des Nationalsozialismus zum Opfer fielen. In den Gebäuden wurden nun Alte und Behinderte aus Hamburger Wohlfahrtsanstalten untergebracht, die ihrerseits geräumt wurden, um ausländische Zwangsarbeiter unterzubringen. Wie viele Menschen insgesamt aus Hamburg nach Kropp gebracht wurden, ist unbekannt, man geht von mehreren tausend aus. Die Betreuung lag bei den Diakonissen der Diakonissenanstalt. Die Versorgungs-, Unterbringungs-, und Pflegesituation in Kropp war katastrophal.

„Da aber die Fälle sich mehren, hier im Hamburger Versorgungsheim Hunderte Hungers sterben, suchen die tüchtigen Alten den Absprung in unseren Ort, der sie aber nicht nimmt.“

Bis Ende 1945 wurden rund 400 Bewohner der Anstalten auf dem Dorffriedhof beerdigt. Aufgrund der vielen Sterbefälle – teilweise starben bis zu 5 Menschen am Tag – war dort dann für weitere Beerdigungen kein Platz mehr. Daher wurde der „Hamburger Friedhof“ am südlichen Ortsrand eingerichtet, auf dem bis Dezember 1948 649 Beerdigungen stattfanden. Bis 1973 wurde der Friedhof von der Stadt Hamburg gepflegt. Im Jahre 1974 wurde ein Teil des Geländes von der Umgehungsstraße überbaut, der Rest verwaldete. Seit 1998 stehen auf dem Gelände ein Gedenkstein und eine Tafel mit den Namen der dort Beigesetzten. Nachdem der Friedhof ehrenamtlich wieder hergerichtet wurde, ist der „Hamburger Friedhof“ seit 2019 ein Erinnerungspark und gilt „aus geschichtlichen, wissenschaftlichen und die Kulturlandschaft prägenden Gründen als ‚Kulturdenkmal mit besonderem Wert‘“. Eine weitere Gedenkstätte mit Informationstafel befindet sich auf dem Friedhof Kropp und erinnert an die dort Begrabenen.

## Persönlichkeiten
- Adalbert Paulsen (1889–1974), Theologe
- Sven Erik Wunner (1932–2013), Rechtswissenschaftler
- Winni Schaak (* 1957), Bildhauer
- Dennis Jastrzembski (* 2000), Fußballspieler